# Diskant
Diskant, av latinets discantus, där dis = isär och cantus = sång; alltså egentligen isärsång eller särsång.
Diskant var ursprungligen beteckning för en stämma som sjöngs skild från melodin och låg högre än denna. En sats med en överstämma till melodin kallas fortfarande diskantsats eller bara diskant.
När man idag talar om diskant menar man vanligen den övre delen av vårt tonomfång, i motsats till bas som då avser den nedre delen. Diskantröster betyder alltså höga röster, basröster låga röster. På samma sätt kan man tala om diskantinstrument och basinstrument.
I piporglar kan ibland vissa orgelstämmor vara delade i en bas- och en diskantdel, vilket möjliggör registrering med olika klangfärg i bas och diskant. På så sätt kan även inom samma manualklaviatur framhäva till exempel en melodi. Vid diskantfördubbling har en orgelstämma dubbla pipor i diskantläget.